# 로즐린 산체스
로즐린 샌체즈(영어: Roselyn Sánchez, 1973년 4월 2일 ~ )는 푸에르토리코 태생의 미국 배우이다.

## 출연 작품
- 트래픽 (2018)
- 액트 오브 밸러: 최정예 특수부대 (2011)
- 라스베가스 습격작전 (2010)
- 퍼펙트 슬립 (2009)
- 게임 플랜 (2007)
- 슈팅 갤러리 (2005)
- 언더클래스맨 (2005)
- 스테이트 프라퍼티 2 (2005)
- 에디슨 시티 (2005)
- 라서니 (2004)
- 체이싱 파피 (2003)
- 베이직 (2003)
- 보트 트립 (2002)
- 러시 아워 2 (2001)
- 돈 잃고 몸 버리고 (1999)

### 텔레비전
- 카슨 데일리 쇼 (2002)
- 위드아웃 어 트레이스 1 (2002)
- 디비어스 메이드 (2013)
- 애즈 더 월드 턴즈 (1956)